# John H. van Vleck
John Hasbrouck Van Vleck (13. marts 1899 - 27. oktober 1980) var en amerikansk fysiker og matematiker. Han modtog nobelprisen i fysik i 1977 sammen med Philip Warren Anderson og Nevill Francis Mott for sine bidrag til forståelsen af, hvordan elektroner opfører sig i magnetiske faste stoffer.